# I. Albert meisseni őrgróf
I. (Büszke) Albert (1158 – 1195. június 24.) meisseni őrgróf 1190-től haláláig.

## Élete
Gazdag Ottó őrgróf fiaként született. Ottó az őrgrófságot második fiára, Deitrichre akarta hagyni, ezért Albert 1188-ban a döbeni várba záratta, és csak I. Frigyes német-római császár parancsára bocsátotta 1189-ben ismét szabadon.
Ottó 1190-es halála után átvette az uralmat, és az új német-római császárral VI. Henrikkel Itáliába ment. Nem sokkal később haza sietett, mert a Szentföldről visszatérő fivére, Dietrich elfoglalta birtokait. Albert Reveningennél vereséget szenvedett, és csak nagy nehezen – szerzetes ruhában – tudott Lipcsébe menekülni.
Később magával a császárral gyült meg a baja, és 1195-ben mérgezés következtében váratlanul elhunyt. Feltehetően VI. Henrik mérgeztette meg, aki a freibergi gazdag ezüstbányák után sóvárgott; de lehet, – legalábbis részrehajló följegyzéseik felkeltik a gyanut –, hogy az Altenzelle kolostor szerzetesei ölették meg. Albert fivére, Dietrich követte Meissen élén.

## Lásd még
- Meißen őrgrófjainak listája

| Előző uralkodó: II. Ottó | Meißen őrgrófja 1190 – 1195 | Következő uralkodó: Dietrich |